# Markian Michajlovič Popov
Markian Michajlovič Popov (in russo Маркиан Михайлович Попов?; Ust'-Medvedickaja, 15 novembre 1902 – Mosca, 22 aprile 1969) è stato un generale sovietico durante la Seconda guerra mondiale, decorato con il titolo di Eroe dell'Unione Sovietica.

## Biografia
Durante l'invasione tedesca dell'Unione Sovietica Popov comandò a varie riprese diverse armate e fronti. Nel giugno del 1941 fu comandante del Distretto militare di Leningrado, riorganizzato poi come Fronte del nord (24 giugno-5 settembre) e poi come Fronte di Leningrado. Partecipò poi alla controffensiva alle porte di Mosca condotta dal generale Žukov, che assegnò la 16ª armata (Fronte occidentale) al generale Konstantin Rokossovskij, la 4ª armata d'assalto al generale Andrej Erëmenko, la 5ª armata dal generale Leonid Govorov e il 18 dicembre la 61ª armata (Fronte di Brjansk) a Popov. Quest'ultimo il 28 giugno 1942 fu spostato nell'area di Stalingrado, del cui Fronte fu assistente comandante alle dipendenze del generale Erëmenko. Popov fu poi comandante della 5ª armata d'assalto (8 dicembre-28 dicembre). Il 26 dicembre quest'armata fu spostata al Fronte sud-occidentale del generale Nikolaj Vatutin. Nel 1943 Markian Popov inizialmente comandò un gruppo meccanizzato che in febbraio fu sconfitta pesantemente, poi fu nominato comandante del Fronte di Brjansk (5 giugno-10 ottobre 1943), con cui partecipò alla Battaglia di Kursk, conquistando le città di Orël e di Brjansk in agosto. Il 26 dello stesso mese Popov fu promosso al rango di Generale d'armata. Dopo la Battaglia di Kursk fu inviato a nord per comandare il 2° Fronte del baltico (20 ottobre 1943-23 aprile 1944). Il 20 aprile del 1944 fu degradato a Colonnello generale a causa degli insuccessi nell'area del Baltico. Fino alla fine della Seconda guerra mondiale fu capo di stato maggiore del Fronte di Leningrado.
Dopo la guerra gli fu riconcesso il rango di Generale d'armata (3 agosto 1953). Dal 1956 al 1962 fu capo dello stato maggiore generale dell'Esercito sovietico. Morì il 22 aprile del 1969 a causa di un sparo accidentale.